# 盔頭蛇
盔頭蛇（Hoplocephalus bungaroides）是澳洲特有的一種毒蛇。牠們在新南威爾士被列為瀕危。

## 特徵
盔頭蛇是中等身型的毒蛇。牠們的身長60厘米，最長可達90厘米。牠們呈黑色，有不規則的黃色斑紋。

## 棲息地
盔頭蛇分佈在澳洲新南威爾士的悉尼盆地。牠們棲息地會視乎溫度、年齡、性別及繁殖狀況而有所不同。在寒冷的季節，牠們會棲息在山崖石縫間，以從太陽取暖。當溫度上升時，牠們會走到林地，住在空心樹中；幼蛇及懷孕的雌蛇會留在較涼快及有遮蔽的岩石地帶。
盔頭蛇的棲息地受到城市化及非法清除岩石所破壞，令牠們暴露於掠食者及失去棲息地。牠們所棲息的砂岩是園藝的材料。

## 行為

### 食性
盔頭蛇主要吃細小的爬行動物及哺乳動物。飼養的每個月只吃一或兩隻大家鼠就足以保持體重。幼蛇主要吃一種稱為Oedura lesueuri的壁虎，及一些細小的石龍子。

### 繁殖
雄蛇5歲就達至性成熟，雌蛇則要6歲。繁殖期是於秋天至春天間，雌蛇每兩年會生一胎。牠們是胎生的，出生期在每年1月至4月間，每胎約有4-12條幼蛇。牠們很多時會誕下未成熟的卵母細胞或死胎。

## 保育狀況
盔頭蛇在悉尼曾很普遍。不過，牠們在新南威爾士已被列為易危。牠們衰落的原因是城市化造成的失去棲息地。
其被列為《瀕危野生動植物種國際貿易公約》附錄二的物種，被限制出口及貿易。

## 外部連結
- Wildlife of Sydney Fact File
- DEH Species Profiles - Hoplocephalus bungaroides